# Violència masclista digital
La violència masclista digital és una forma de violència de gènere que es manifesta a través de les tecnologies de la informació i la comunicació (TIC), incloent-hi internet, les xarxes socials i les aplicacions de missatgeria. Aquesta mena de violència pot adoptar diverses formes, com ara el ciberassetjament, el control i la vigilància digital, la difusió no consentida d’imatges íntimes, la suplantació d'identitat i els discursos d’odi misògins en línia. La seva especificitat rau en l’ús de mitjans digitals per exercir el control, la coacció o la humiliació de les víctimes. La violència masclista digital s’ha intensificat amb l’expansió d’internet i la connectivitat permanent, fet que ha portat organismes internacionals i legislacions estatals a desenvolupar mesures per prevenir-la i combatre-la.

## Definició
La violència digital es caracteritza per la vulneració de drets a través dels serveis digitals o telemàtics. Aquest tipus de coacció pot afectar totes les persones, no obstant això, els grups més vulnerables són les dones i les nenes. Segons l'Agència Espanyola de Protecció de Dades, el 2022, el 70% dels casos que eren denunciats en el seu canal prioritari tenien com a víctimes dones i nenes. A més, segons les dades de l'Institut de les Dones, el 80% de les dones han patit alguna situació d'assetjament a les xarxes socials al llarg de la seva vida i dues de cada tres víctimes que l'han patit no ho ha denunciat.
En efecte, les noves tecnologies s'han convertit en un vehicle més per exercir violència masclista. És per això, que amb la modificació 17/2020 de la llei 5/2008, de 24 d'abril, del dret de les dones a erradicar la violència masclista, es va incloure la violència digital com una forma de violència masclista. L'article 4 d'aquesta nova modificació defineix la violència masclista digital com els "actes de violència masclista i misogínia en línia comesos, instigats, amplificats o agreujats, en part o totalment, amb l’ús de tecnologies de la informació i de la comunicació, plataformes de xarxes socials, webs o fòrums, correu electrònic i sistemes de missatgeria instantània i altres mitjans semblants que afectin la dignitat i els drets de les dones".
Tal com mostren les dades de totes les formes de violència masclista, en la violència masclista digital també són els homes la gran majoria d'agressors. Poden actuar de forma individual o en grup contra dones, persones del col·lectiu LGTBIQ i criatures. L'àmbit més recurrent de casos és en la parella o exparella, tot i que també hi ha contra dissidents sexuals i de gènere. A més, aquest fet també afecta especialment aquelles dones que tenen presència en la vida pública i destaquen per la seva capacitat de generar canvis al respecte, com poden ser feministes, polítiques, artistes o esportistes populars, ja que es converteixen en diana de coaccions, amenaces o agressions verbals masclistes. Per això, moltes d'elles opten per autocensurar-se com a mecanisme de defensa on el seu dret de llibertat d'expressió es veu vulnerat. Aquest fet es tradueix en una expulsió efectiva del debat públic (un dels objectius de les persones assetjadores).
D'altra banda, un eix a tenir en compte quan es parla de la violència masclista digital és l'edat, ja que entre els joves l'accés i l'ús de l'esfera digital és pràcticament total, de fet, la incidència de casos és major com més joves són les víctimes. A Espanya, més d'un 25% de les dones entre 16 i 25 anys ha rebut insinuacions no apropiades a través de les xarxes i en menys d'una dècada, s'han multiplicat per cinc la captació de menors de 16 anys mitjançant la tecnologia amb finalitat sexual.

## Tipus
En l'àmbit de la violència digital, s'identifiquen diferents tipus i maneres d'exercir-la. Tenint en compte l'informe "Violències masclistes digitals: Quines són i què hi podem fer" publicat pels Mossos d'Esquadra, existeixen tres grans grups de violències masclistes digitals: les generals, les d'alt component tecnològic i les de caràcter sexual.

### Violències masclistes digitals en general
Fa referència als discursos masclistes per raó de sexe i/o gènere a través d'internet per menystenir a les dones, sobretot les seves parelles i exparelles, aïllar-les, silenciar-les, controlar-les, amargar-les i deprimir-les amb l'objectiu de tenir-les sota el seu poder i control. Alguns exemples són: 
- Insults, calúmnies i expressions discriminatòries o denigrants per raó de sexe, gènere, i/o orientació sexual.
- Amenaces directes o de violència física.

- Ciberassetjament: assetjament exercit cap a una dona utilitzant les noves tecnologies o qualsevol eina d'internet. Entre aquestes pràctiques es troben el control i la vigilància de les activitats de les víctimes a través de les xarxes socials, la prohibició a la víctima d'utilitzar o publicar determinats continguts a les xarxes socials, entre d'altres.[4]
- Delictes d'odi per raó de sexe a través de les noves tecnologies com els discursos d'incitació a la discriminació envers les dones i la publicació d’informació personal amb la intenció que altres persones agredeixin, localitzin o assetgin una dona.[4]
- El desprestigi o la difamació en línia per perjudicar la reputació, fama o honor.
- Llum de gas, és a dir, utilitzar informació falsa o distorsionada per confondre la dona i fer-li creure que pateix imaginacions.[9]

### Violències masclistes digitals d'alt component tecnològic
En aquest grup es parła d'una utilització i coneixement de les eines TIC més elevat. Leș violències que destaquen són: 
- Violacions de privacitat relacionades amb la digitalització i internet. Com per exemple l’accés no autoritzat als equips i comptes de xarxes socials de la víctima, la manipulació de dades privades, suplantació d’identitat, la manipulació i difusió de dades o imatges, etc.[4]
- El doxing fa referència a buscar informació sistemàtica en línia sobre una dona i utilitzar-la per fer-li mal.[9]
- El control remot, és a dir, fer servir programes i dispositius de vigilància per controlar els moviments de la víctima.[9]
- El silenciament consisteix a atacar servidors, llocs web o perfil de dones de manera sistemàtica per silenciar o invisibilitzar aquests perfils.[9]

### Violències masclistes digitals de caràcter sexual
Les violències masclistes digitals de caràcter sexual tenen com a objectiu danyar, abusar i agredir la llibertat sexual de les dones. Aquest tipus de violència és un reflex del control i domini dels cossos que pateixen les dones, la voluntat que hi ha d'intentar posseir-los i utilitzar-los com a servei sexual, reafirmant així la cultura de la violació i reforçant la masculinitat hegemònica. Alguns exemples són:
- La pornografia no consentida, consisteix a distribuir imatges i/o vídeos íntima sense consentiment per a desprestigiar i humiliar a la víctima.[9]
- El grooming fa referència a captar menors d'edat per abusar-ne sexualment o per fer-los víctimes de tràfic de persones amb finalitat d'explotació sexual.[9]
- La sexorsió és el xantatge a la víctima perquè li enviï imatges compromeses o una trobada física a canvi de diners o d'altres favors sexuals.[9]
- L'exhibicionisme digital tracta d'enviar comentaris o imatges de caràcter sexual sense haver-ho demanat.[9]
- El registre i la difusió de violacions en directe.

## Impacte
La violència masclista digital reforça les relacions desiguals de poder entre els homes i les dones, ja que mitjançant estratègies humiliants que atempten contra la seva privacitat i intimitat les posiciona en una situació d'inferioritat. Aquests actes causen danys psicològics i, fins i tot, físics; reforcen estereotips de gènere; danyen la dignitat i la reputació; li causen pèrdues econòmiques, i obstaculitzen la seva participació política i la seva llibertat d'expressió.
L'ONU en la seva campanya "Bodyright" destaca, entre altres dades, que 9 de cada 10 dones veuen perjudicada la seva sensació de benestar a causa de la violència digital i que 3 de cada 10 dones que han patit aquest tipus de violència han experimentat un impacte negatiu en la seva salut mental.
Per altra banda, una enquesta realitzada per Amnistia Internacional en 8 països, afirma que el 55% de les dones que han patit assetjament a través de les xarxes socials tenen dificultats per centrarse en la seva activitat diaria. El 54% va patir atacs de pànic, ansietat o estrés. Un altre 57% va tenir sensació d'aprensió en pensar a utilitzar internet o les xarxes socials i el 54% va experimentar aquesta sensació al rebre correus electrònics o notificacions de les xarxes socials. El 41% de les dones assetjades en línia van sentir que la seva seguretat física estava amenaçada.
Pel que fa a les dades referents a nenes i joves, el 42% que ha patit violència digital va tenir estrès emocional i la seva autoestima i autoconfiança es va veure afectada de manera negativa. El 24% es van sentir insegures físicament i, a més, el 19% va tenir problemes amb la seva família i amistats i el 18% a l'escola o institut.
Aquestes dades mostren l'impacte negatiu que té aquest tipus de violència en la vida quotidiana de les víctimes. Cal destacar, que al s.XXI, l'era digital va donar a conèixer noves dinàmiques d'interacció social a través de la xarxa i, posteriorment, en les xarxes socials, convertint aquest canal com un mitjà més de comunicació entre les persones. És per això, que tot i que aquesta violència es desenvolupa de manera "online" afecta de manera "offline".